# Шелан (озеро)
Озеро Шелан (МФА: [ʃəˈlæn] shə-LAN) являє собою вузьке, 50,5-милі (81,3 км) довге озеро в окрузі Шелан, північно-центральний штат Вашингтон, США До 1927 року воно було найбільшим природним озером у штаті. Після завершення будівництва ГЕС Лейк-Шелан у 1927 році висота озера була збільшена на 21 фут (6,4 м) до нинішньої максимальної пропускної здатності 1 100 футів (340 м). Дві громади лежать на південному кінці озера, а третя розташована крайньому північному кінці, забезпечуючи доступ до Національного парку Північні Каскади.

## Назва
Назва Шелан є корінним словом корінного племені салі, «Ши—Лаан», що означає «Глибока вода».

## Гідрологія
Щорічно в середньому 2 200 кубічних футів за секунду (62 м3/с) впадають в озеро. Приблизно сімдесят п'ять відсотків води, що впадає в озеро, надходить із двох приток. Тільки річка Стегекін вносить 65 % усієї води в озеро Шелан, у середньому становить 1 401 фут3/с (39,7 м3/с) щорічно. Інша велика притока, Рейлроад-Крік, у середньому становить 202 фут3/с (5,7 м3/с) щорічно. Залишок води додається через низку менших приток, а також завдяки дощам та снігопадам.
Із максимальною глибиною 1 486 футів (453 м), озеро Шелан — третє за глибиною озеро Сполучених Штатів і 26-е за глибиною у світі. Дно озера лежить на 388 футів (118 м) нижче рівня моря. Загальний вододіл озера становить скромні 924 квадратні милі (2 390 км2). Більше 90 % вододілу становлять лісові землі. Решту басейну становить саме озеро (5,6 %) та сільське господарство (3,5 %).

## Географія

### Басейни
Озеро Шелан складається з двох басейнів. Нижній басейн, Вапато, є більш мілким і приблизно четверту частину загальної довжини озера. Верхній басейн, Люцерн, набагато глибший і простягається на залишок довжини озера. Два басейни розділені порогом, що здіймається з точністю до 122 фут (37 м) поверхні, в точці, відомої як вузька, в якій озеро має лише на 0,35 милі (0,56 км) ширину. Два басейни були створені двома незалежними льодовиками, які зустрілися, а потім утворили поріг, коли вони відступили. По-перше, льодовик Шелан зійшов із долини Стегекін і очистив її, потенційно аж до річки Колумбія. Пізніше частина Оканогана піднялася в долину Шелан аж до точки Вапато. У міру відступу частини Оканогана вона залишила величезну кількість сміття в долині, спочатку розчищеному льодовиком Шелан.

#### Басейн Вапато
Нижній басейн, Вапато, є найменшим із двох, із максимальною глибиною лише 400 футів (120 м). Близько 600 футів (180 м) відкладення льодовикових відкладів та обвалів гірських порід лежать між дном озера та породами. Цей відрізок озера становить 12 миль (19 км) і має середню глибину 190 футів (58 м).
Через відносно скромні розміри цього басейну вода перебуває в цьому басейні лише 0,8 року проти 10 у басейні Люцерна.

#### Люцернський басейн
Люцернський басейн, 38 миль (61 км) із середньою глибиною 1 148 футів (350 м), є набагато більшим із двох басейнів. Саме в цій частині озера максимальна глибина 1 486 футів (453 м). Басейн Люцерна містить 92 % води в озері Шелан і 74 % площі поверхні, залишаючи у Вапато лише 8 % загального об'єму води та 26 % площі поверхні.
Верхня улоговина озера Шелан оточена гірською місцевістю, в результаті чого уздовж берегової лінії залишається небагато пляжів. Приблизно 50 миль (80 км) берегової лінії цього басейну перебувають на території Національних лісових угідь та 12 миль (19 км) на території Національного парку.

### Клімат
Клімат вододілу озера Шелан різноманітний. Від південного кінця озера в дощовій тіні Каскадного хребта до північного краю озера, розташованого у східних каскадах, клімат вододілу озера Шелан настільки ж різноманітний, наскільки довге озеро. У південному кінці погода помітно суха, в середньому Шелані становить лише 11,4 дюйма (29 см) опадів на рік разом із 21,8 дюйма (55 см) снігу. Стегекін отримує в середньому 35,5 дюйма (90 см) опадів на рік і 122,5 дюйма (311 см) снігу. Крім тенденцій до опадів, клімат надзвичайно схожий. У середньому обидва місця становлять близько 60 °F (16 °C) для високих і 40 °F (4 °C) протягом мінімуму протягом року.
| Клімат : Шелан          | Клімат : Шелан | Клімат : Шелан | Клімат : Шелан | Клімат : Шелан | Клімат : Шелан | Клімат : Шелан | Клімат : Шелан | Клімат : Шелан | Клімат : Шелан | Клімат : Шелан | Клімат : Шелан | Клімат : Шелан | Клімат : Шелан |
| Показник                | Січ.           | Лют.           | Бер.           | Квіт.          | Трав.          | Черв.          | Лип.           | Серп.          | Вер.           | Жовт.          | Лист.          | Груд.          | Рік            |
| Абсолютний максимум, °C | 16,7           | 17,2           | 22,2           | 31,1           | 36,7           | 43,3           | 41,1           | 40,6           | 36,1           | 31,1           | 22,2           | 18,3           | 41,1           |
| Середній максимум, °C   | 0,7            | 4,6            | 10,6           | 16,2           | 21,1           | 24,8           | 29,6           | 29,6           | 24,5           | 16,4           | 6,8            | 1,1            | 15,6           |
| Середній мінімум, °C    | −4,3           | −2,9           | 0,9            | 5,0            | 9,3            | 13,3           | 16,7           | 16,1           | 11,2           | 5,4            | 0,0            | −3,4           | 5,7            |
| Абсолютний мінімум, °C  | −25,6          | −23,9          | −15,6          | −5             | −2,2           | 0,6            | 1,7            | 5,6            | −3,3           | −9,4           | −19,4          | −27,8          | −27,8          |
| Норма опадів, мм        | 41             | 34             | 21             | 17             | 26             | 22             | 10             | 8              | 7              | 21             | 35             | 49             | 291            |
| ----------------------- | -------------- | -------------- | -------------- | -------------- | -------------- | -------------- | -------------- | -------------- | -------------- | -------------- | -------------- | -------------- | -------------- |
| Джерело: NOAA           |                |                |                |                |                |                |                |                |                |                |                |                |                |

| Клімат : Стегекін       | Клімат : Стегекін | Клімат : Стегекін | Клімат : Стегекін | Клімат : Стегекін | Клімат : Стегекін | Клімат : Стегекін | Клімат : Стегекін | Клімат : Стегекін | Клімат : Стегекін | Клімат : Стегекін | Клімат : Стегекін | Клімат : Стегекін | Клімат : Стегекін |
| Показник                | Січ.              | Лют.              | Бер.              | Квіт.             | Трав.             | Черв.             | Лип.              | Серп.             | Вер.              | Жовт.             | Лист.             | Груд.             | Рік               |
| Абсолютний максимум, °C | 13                | 15                | 21                | 31                | 38                | 39                | 42                | 41                | 37                | 29                | 19                | 17                | 42                |
| Середній максимум, °C   | 0,8               | 3,7               | 8,7               | 14,9              | 20,4              | 24,3              | 29,6              | 29,0              | 23,4              | 14,2              | 5,1               | 0,6               | 14,4              |
| Середній мінімум, °C    | −7,4              | −5,7              | −0,9              | 3,3               | 6,7               | 10,7              | 14,8              | 14,5              | 10,3              | 2,4               | −2,9              | −7,1              | 3,2               |
| Абсолютний мінімум, °C  | −28               | −27               | −21               | −7                | −4                | −1                | 2                 | −1                | −6                | −9                | −18               | −24               | −28               |
| Норма опадів, мм        | 163               | 93                | 76                | 41                | 29                | 20                | 14                | 16                | 25                | 88                | 173               | 164               | 902               |
| ----------------------- | ----------------- | ----------------- | ----------------- | ----------------- | ----------------- | ----------------- | ----------------- | ----------------- | ----------------- | ----------------- | ----------------- | ----------------- | ----------------- |
| Джерело: NOAA           |                   |                   |                   |                   |                   |                   |                   |                   |                   |                   |                   |                   |                   |

### Місця
Через ізольовану природу озера Шелан, особливо в його північних течіях, уздовж берега не проживає чимало населення. Шелан, у якому за переписом 2010 року, наразі є єдиним об'єднаним містом, розташованим уздовж берега озера. Місто розташоване на південному кінці озера, поруч із греблею озера Шелан та витоком річки Шелан. Місце, визначене переписом населення Менсона, у якому у 2010 році проживало 1418 осіб, також розташоване на південному кінці озера. Невключена територія Стегекіна з приблизно 75 мешканцями розташована на північному кінці озера, поруч із притоком річки Стегекін. У гирлі Рейлроад-Крік розташований Люцерн, невелика спільнота приватних кают, які обслуговуються комерційними човнами. Люцерн також є первинними воротами до громади села Голден, лютеранського центру відступу, розташований за 11 миль углиб від озера. Маючи приблизно 50 постійних мешканців, Голден має одну з небагатьох державних двокімнатних шкіл K-12 у сусідніх Сполучених Штатах.

## Відпочинок

### Риболовля
Риболовля — популярний вид відпочинку на озері Шелан. Такі риби або були родом з озера: бичача форель, форель верестчата, великорозмірна присоска, звичайний чукучан, колумбійський чукучан, північний пікеміннов, пімаус, червонолистий шінер, гірський сиг, сиворог.
Крім цих корінних видів, в озеро було завезено шість видів, насамперед, для спортивного рибальства: форель єллоустонська, пструг райдужний, нерка, палія американська, чавича, озерна форель.

#### Державні рекорди
У 2013 році була спіймана озерна форель вагою 35,63-фунта (16,16 кг), встановивши державний рекорд.

### Заповідні землі
На північному кінці озера, що оточує місто Стегекін, розташована Національна зона відпочинку озера Шелан. Значну частину озера з обох боків оточує Національний ліс Уенатчі. Два державних парки розташовані на південному краю, неподалік від міста Шелан. Цими державними парками є державний парк Державний парк Твенті Файв Майл-Крік та Державний парк озера Шелан.
На додаток до охоронюваних земель, розташованих безпосередньо на березі озера Шелан, Стегекін слугує не тільки вхідними воротами до НРО на озері Шелан, але й до решти комплексу Національного парку Північні Каскади, Пустищі Стівена Мезера та прилеглої до неї національної території лісової пустищі. Приблизно 87 % вододілу озера Шелан належить федеральним, державним або місцевим структурам, решта — у приватній власності.

## Галерея

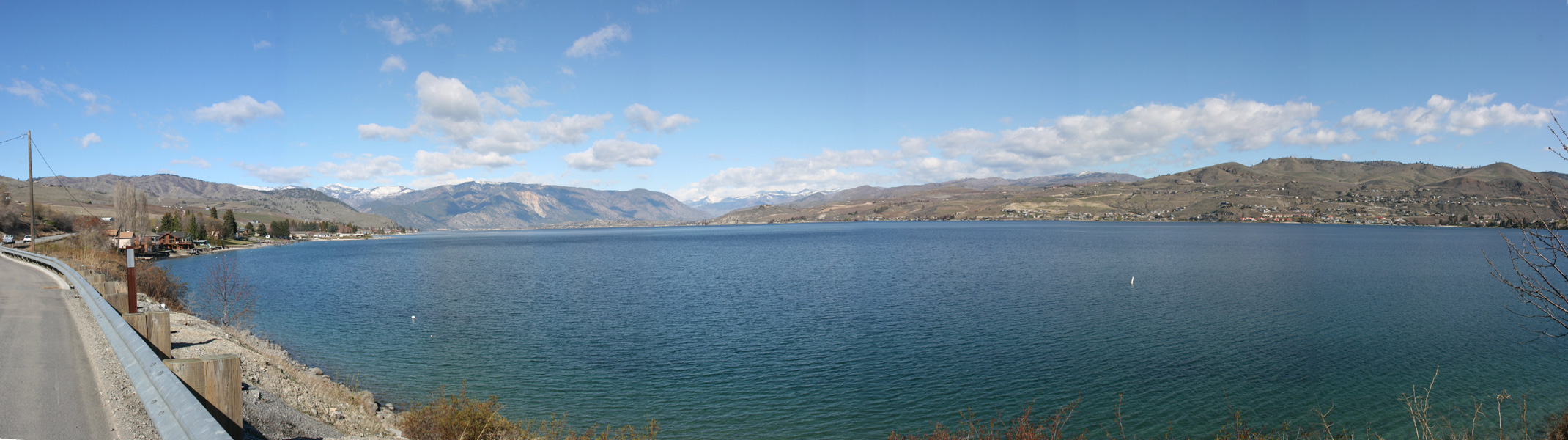
Озеро Шелан, вид із південного берега шосе 97
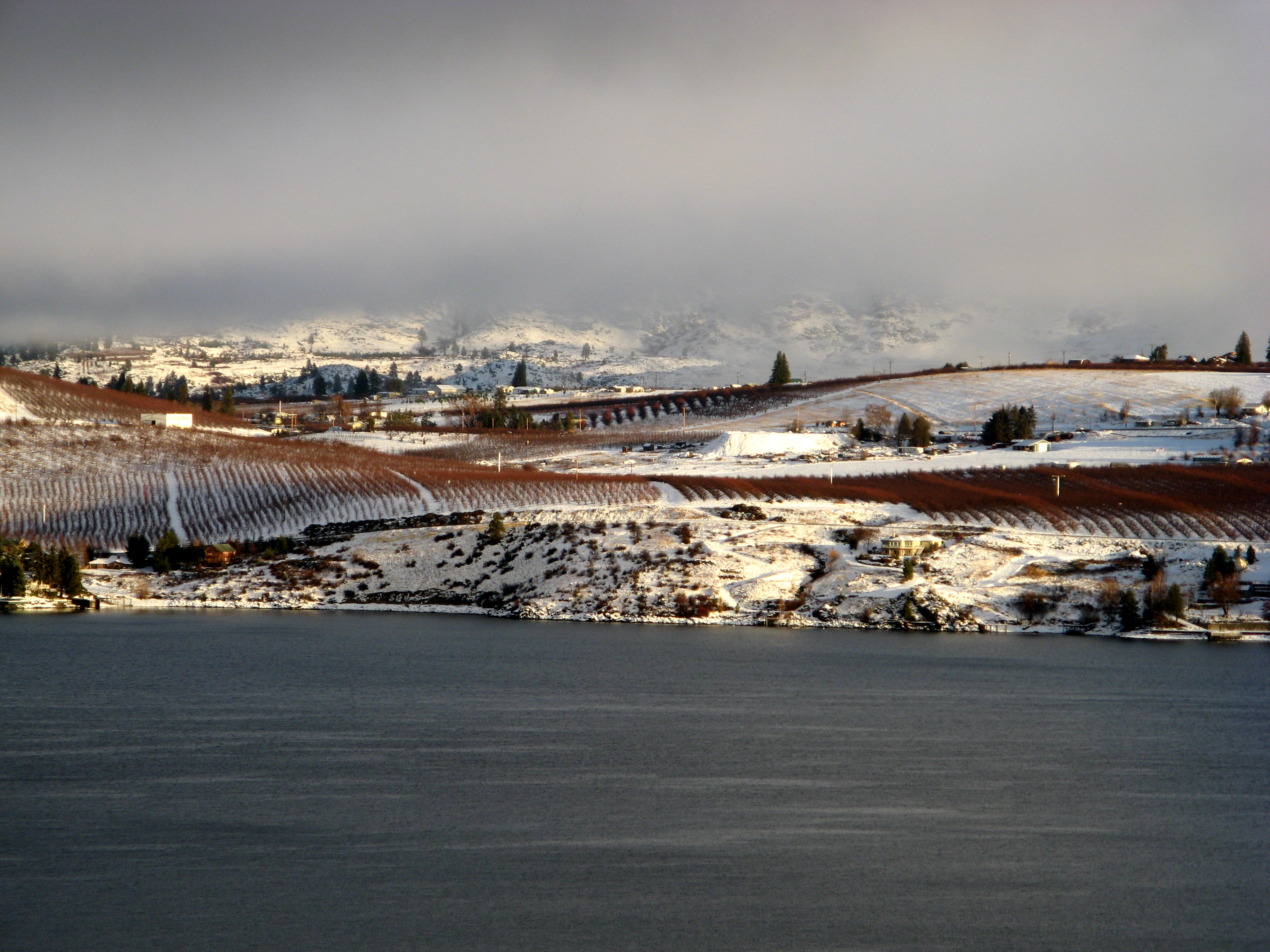
Вид на сади Менсона з південного берега озера Шелан
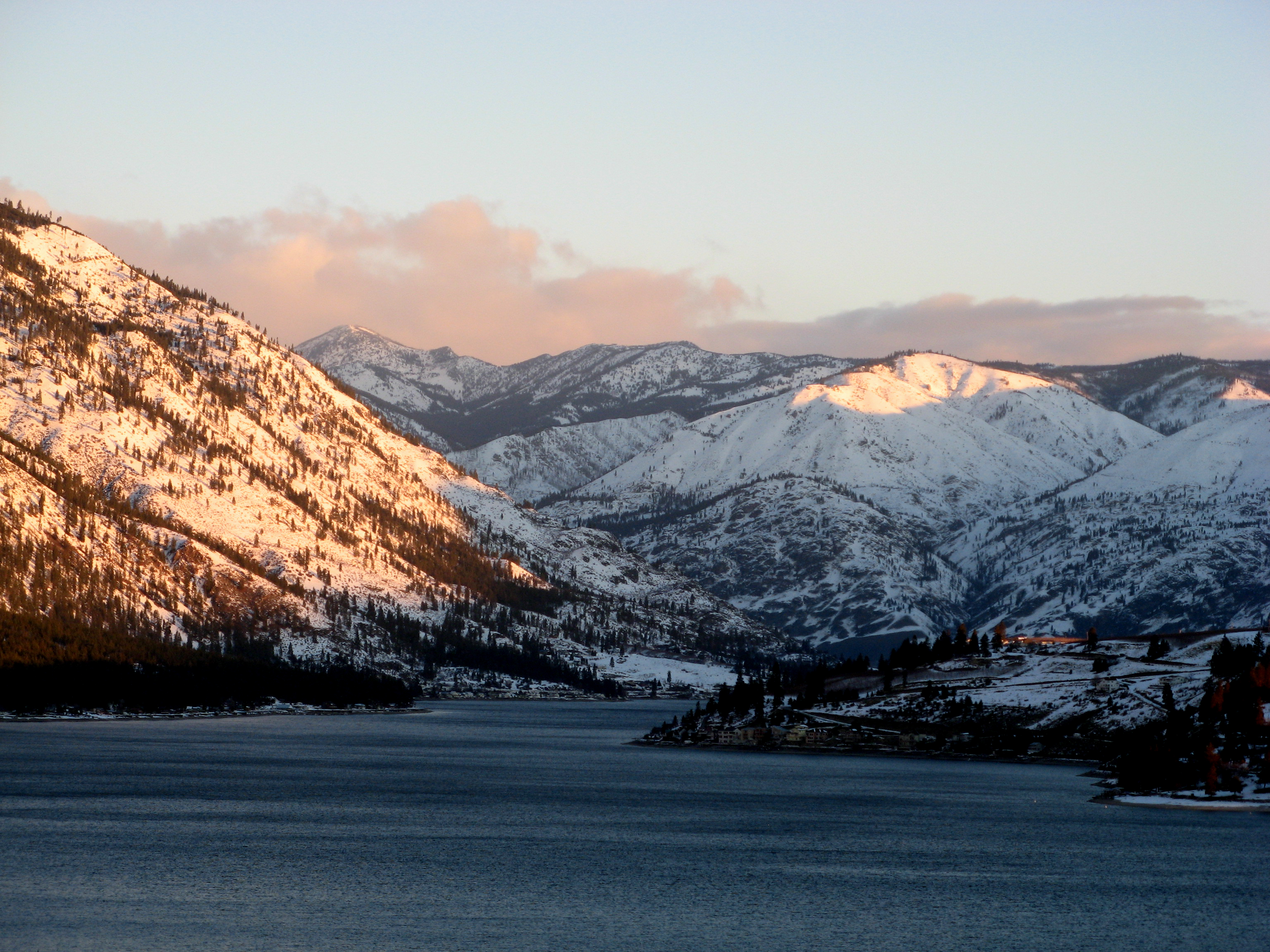
Вид на пляж з південного берега озера Шелан
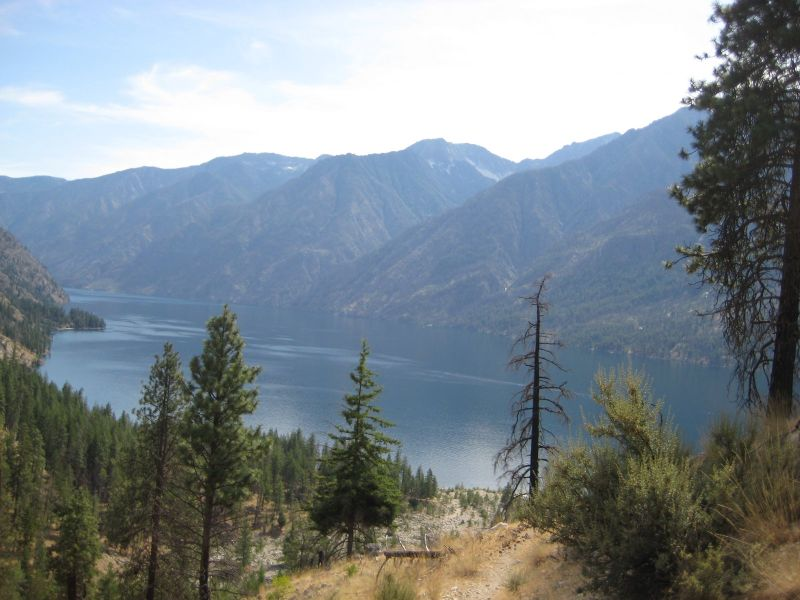
Вид на озеро Шелан зі стежки на березі озера, поблизу Стегекіна
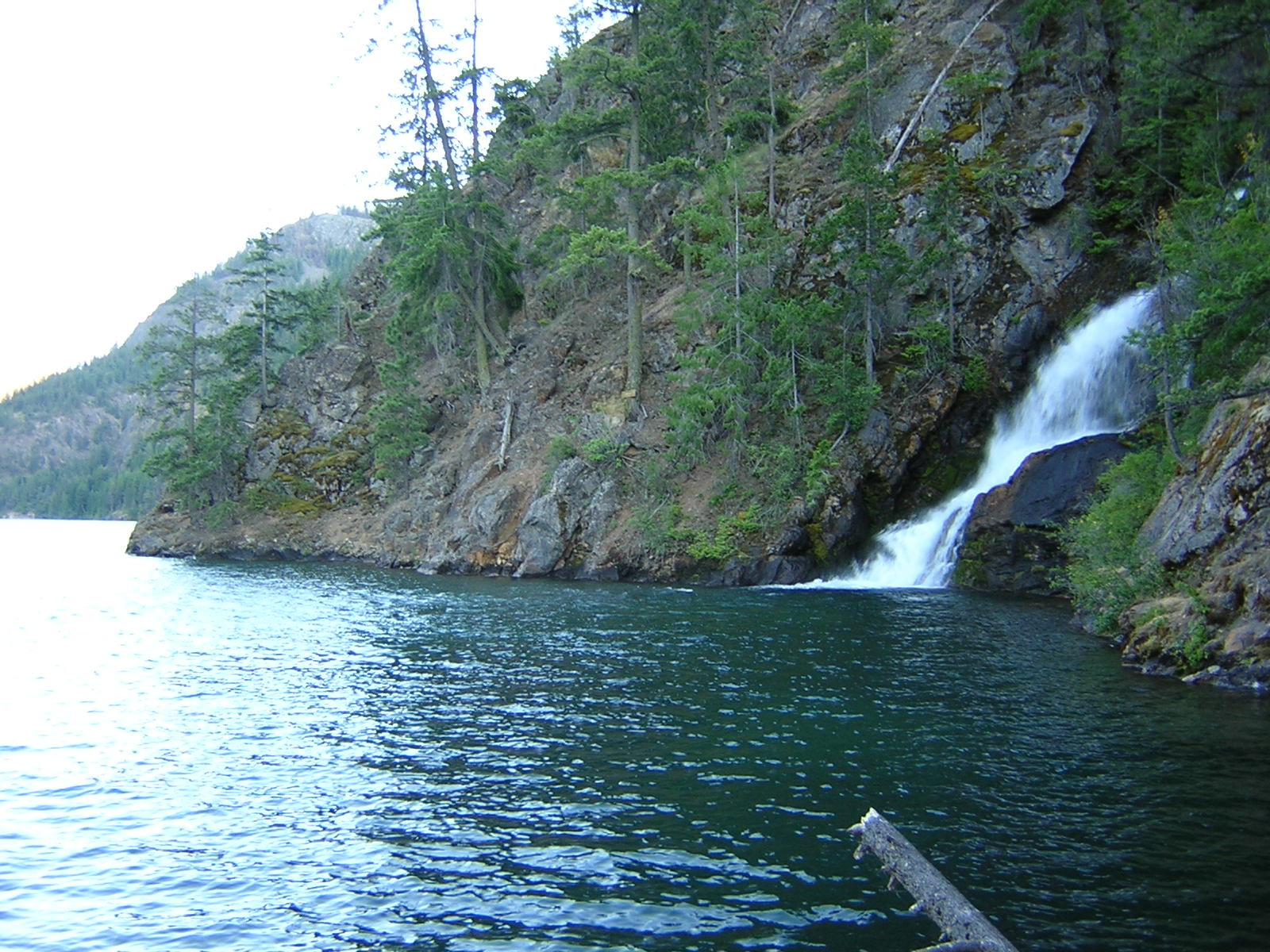
Водоспад Домке - найвідоміший водоспад, який впадає в озеро